# 在エチオピア日本国大使館
在エチオピア日本国大使館（アムハラ語: በኢትዮጵያ የጃፓን ኤምባሲ、英語: Embassy of Japan in Ethiopia）は、エチオピアの首都アディスアベバにある日本の大使館。

## 概要
- 1936年1月1日、在アビシニヤ日本帝国公使館（在エチオピア日本帝国公使館、在エティオピア日本帝国公使館）がアディスアベバに開設される[3][4]
- 1936年12月3日、アディスアベバの帝国公使館が閉鎖される[4]
- 1942年12月1日、エチオピア帝国が日独伊3ヶ国に対して宣戦布告[5]
- 1945年8月15日、第二次世界大戦の敗戦により大日本帝国が崩壊[6]
- 1952年4月28日、サンフランシスコ平和条約の発効により日本国が独立、エチオピア帝国も同条約締結国のうちの一国[7]
- 1955年、日本とエチオピアの外交関係が回復[3]
- 1955年7月1日、在エチオピア日本国公使館（在エティオピア日本国公使館）の開設が定められる[8]
- 1958年3月31日、公使館に代わって在エチオピア日本国大使館（在エティオピア日本国大使館）の開設が定められる[9]
- 1958年4月、アディスアベバの公使館が大使館に昇格する[3]
- 1974年、革命によりエチオピア帝国が崩壊したが、日本との国交や大使交換は継承[3]

## 所在地
- 住所: Bole Sub-city Woreda 6, House No.431, Addis Ababa, Ethiopia[2]
- 私書箱: P.O. BOX 5650[10]